# Средняя Колония
Средняя Колония — деревня в  Горбунковском сельском поселении Ломоносовского района Ленинградской области.

## История
Деревни Верхняя Колония и Средняя Колония известны с 1810 года, как поселения немецких колонистов, приглашённых  Александром I для  поднятия сельского хозяйства в пригородной зоне Санкт-Петербурга.
На «Топографической карте окрестностей Санкт-Петербурга» Военно-топографического депо Главного штаба 1817 года упомянуто селение под названием Колонисты и при нём кирпичный завод.
На карте Санкт-Петербургской губернии Ф. Ф. Шуберта 1834 года обозначена Стрелинская Колония и смежно с ней Новая Стрелинская Колония.

СТРЕЛИНСКАЯ — колония принадлежит ведомству Хозяйственного департамента Министерства внутренних дел, число жителей по ревизии: 131 м. п., 132 ж. п. В оной: 

а) Деревянная церковь лютеранская во имя Святых Петра и Павла.

б) Сельское училище, помещённое в деревянном строении (1838 год)

Стрелинская колония отмечена на карте профессора С. С. Куторги 1852 года.

СТРЕЛИНСКАЯ — колония Ведомства государственного имущества, по просёлочной дороге, число дворов — 28, число душ — 170 м. п. (1856 год)

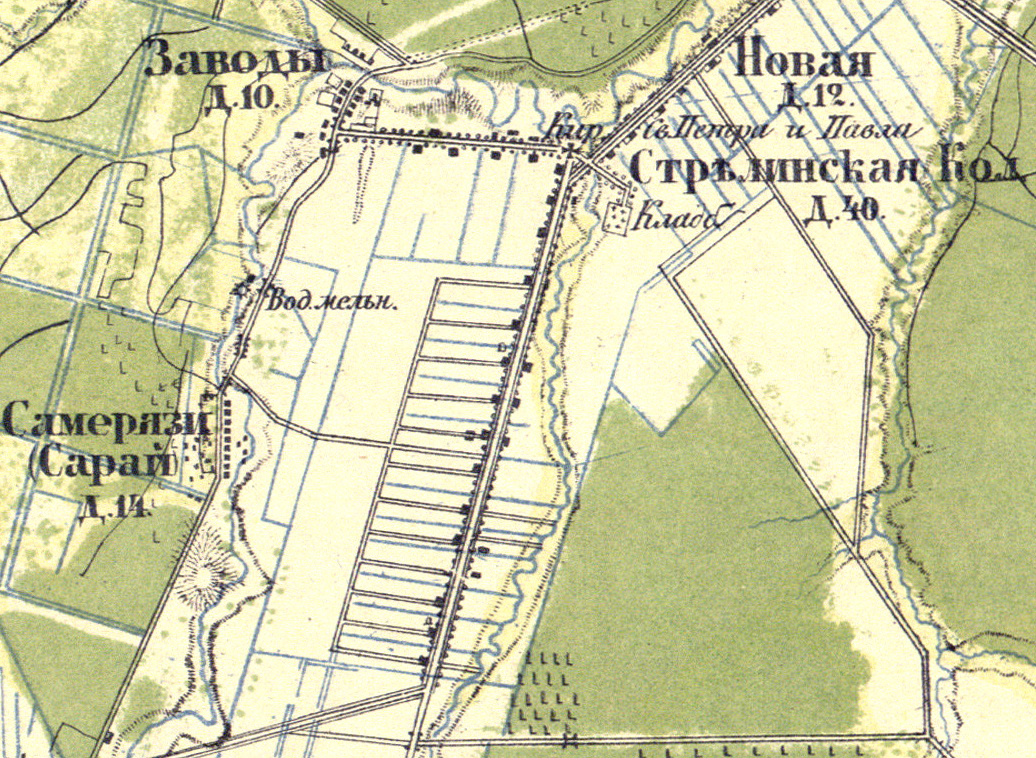
План Стрелинской колонии. 1860 год

Согласно «Топографической карте частей Санкт-Петербургской и Выборгской губерний» в 1860 году Стрелинская колония насчитывала 40 крестьянских дворов, а Новая Стрелинская колония — 12.

СТРЕЛИНСКАЯ — немецкая колония (делится на две части НЕЙДОРФ и НЕЙГАУЗЕН) при речке Стрелке, число дворов — 28, число жителей: 232 м. п., 206 ж. п.

Церковь лютеранская. Училище. (1862 год)

В 1885 году Новая Стрелинская колония насчитывала 40 дворов.
В конце XIX века колония входила в состав Константиновской волости 1-го стана Петергофского уезда Санкт-Петербургской губернии, в начале XX века — 2-го стана.
К 1913 году количество дворов в Стрелинской колонии увеличилось до 130.
С 1917 по 1919 год деревня Средняя Колония входила в состав Стрельнинской волости Петергофского уезда.
С 1919 года в составе Заводского сельсовета Стрельно-Шунгоровской волости.
С 1923 года в составе Стрельнинской волости Гатчинского уезда.
С 1927 года в составе Урицкого района.
С 1930 года в составе Ленинградского Пригородного района.
По данным 1933 года в состав Заводского сельсовета Ленинградского Пригородного района входили выселки Стрелинские Верхние и Стрелинские Нижние.
С 1936 года в составе Красносельского района.

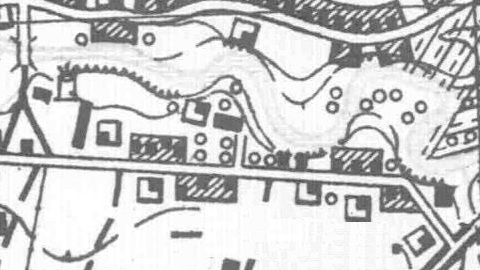
План Средней Колонии. 1939 год

Согласно топографической карте РККА 1939 года к северу от Средней Колонии, на берегу реки Стрелки, находилась силосная башня. С 1 августа 1941 года по 31 декабря 1943 года колония находилась в оккупации.
С 1955 года в составе Ломоносовского района.
С 1963 года в составе Гатчинского района.
С 1965 года вновь в составе Ломоносовского района.
По данным 1966, 1973 и 1990 годов деревня называлась Средняя Колония и также входила в состав Заводского сельсовета.
В 1997 году в деревне Средняя Колония Заводской волости проживали 50 человек, в 2002 году — 83 человека (русские — 88 %).
В 2007 году в деревне Средняя Колония Горбунковского СП проживали 57 человек, в 2010 году — 94, в 2012 году — 65 человек.

## География
Деревня расположена в северо-восточной части района на автодороге 41К-011 (Стрельна — Гатчина) («Стрельнинское шоссе»), к северу от административного центра поселения деревни Горбунки.
Расстояние до административного центра поселения — 4 км.
Расстояние до ближайшей железнодорожной станции Стрельна — 1,8 км.
Деревня находится на реке Стрелка.

## Демография
| 1838 | 1862 | 1897 | 1997 | 2002 | 2007 | 2010 |
| ---- | ---- | ---- | ---- | ---- | ---- | ---- |
| 263  | ↗438 | ↗506 | ↘50  | ↗83  | ↘57  | ↗94  |
| 2012 | 2015 | 2017 |      |      |      |      |
| ↘65  | ↗76  | ↘61  |      |      |      |      |

## Улицы
Старорусская.